# Будинок на вулиці Олександра Кониського, 19 (Київ)
Будинок за адресою вулиця Олександра Кониського, 19 — житловий багатоквартирний триповерховий будинок, розташований у Шевченківському районі міста Київ. Зведений 1901 року у стилі історизму з елементами неоренесансу. Пам'ятка архітектури місцевого значення під охоронним номером № 99.

## Історія
Ділянку, на якій стоїть будинок, у 1898 році придбав штабс-капітан П. Рутковський. Він планував спорудити тут прибутковий будинок і замовив техніку-архітектору І. Агурову вельми амбітний проєкт: п'ятиповерховий будинок із декоративною вежею. Проте, за невідомих причин, був реалізований інший, значно скромніший проект на три поверхи. Будівництво завершили у 1901 році, у складі садиби, окрім головного будинку, були дерев'яний на цегляному поверсі дворовий флігель, пральня та «кам'яний клозет». У 1912 році П. Рутковський помер, за його заповітом будинок успадкувала його дружина, Г. Рутковська, яка у 1916 році продала садибу лікарю Я. Менському, який, в свою чергу, у вересні 1917 року перепродав садибу дворянину Ф. Васильківському.
Протягом свого існування будинок практично не перебудовувався. Первісно це був прибутковий будинок із двома квартирами на кожному з поверхів. За деякими даними тут селилися переважно військові. З 1920-х років у ньому влаштували комунальні квартири. Біля вхідних дверей збереглися таблички з переліком мешканців квартир. У 1965 році в будинку провели плановий ремонт, зокрема, замінили балкони. У 1986 році будинок визнали аварійним, його мешканців відселили.
У 1996 році будинку Наказом Управління охорони пам'яток історії, культури та історичного середовища від 30 грудня 1996 року № 14 присвоїли статус щойно виявленої пам'ятки архітектури, у 2006 році — статус пам'ятки архітектури та містобудування місцевого значення (наказ Міністерства культури та туризму України від 7 вересня 2006 року № 747/0/16-06).

### Теперішній стан
У 2006 році він перейшов на баланс КП «Житло-сервіс» для проведення реставрації. В 1994 році його занесли до переліку будівель, які можна використовувати для посольств. Станом на 2020 рік будинок знаходиться в напівзруйнованому стані, без внутрішніх стін та перекриттів.
У 2019 році знесли сусідній будинок № 17, зведений приблизно в ті ж часи та в тому ж стилі, що й будинок № 19. Того ж року з'явився проєкт реконструкції, а фактично зведення нового будинку під № 17 і надбудови двох поверхів у будинку № 19. У 2020 році будинок № 19 разом із ділянкою № 17 був виставлений на продаж «під реконструкцію» за 1,5 млн доларів США. У квітні 2021 року будинок обнесли будівельним парканом, що викликало певний резонанс у суспільстві: на думку активістів, будівельні роботи, що почали проводитися на місці будинку № 17, можуть спричинити руйнування будинку № 19. Міністерство культури висловило занепокоєння ситуацією і заявило, що жодних погоджень на проведення робіт не видавалося, а будинок розташований в історичному ареалі, де прямо заборонено нове будівництво. 16 квітня 2021 року на ділянці під № 17 почали рити котлован під будівництво, на місці іншого сусіднього будинку № 21 також почалися активні будівельні роботи, що спричинило появу тріщин на стінах будинку № 19.

## Архітектура
Триповерховий цегляний будинок стоїть на червоній лінії забудови, у плані Т-подібний, односекційний, має підвал, що освітлюється через приямки, парадний та чорний ходи, проїзд у двір. Бічні стіні-брандмауери розміщені під невеликим кутом до фасадної площини. Дах багатосхилий на дерев'яних кроквах, вкритий бляхою, міжповерхові перекриття пласкі, на дерев'яних балках.
Чоловий фасад восьмивіконний, симетричний, проте симетрію дещо порушує отвір проїзду по правій осі, нетинькований, фарбований у рожевий та білий кольори (білим кольором підкреслені вертикальні елементи). Центральну вісь фасаду акцентовано невисоким ризалітом, прикрашеним на рівні другого і третього поверхів здвоєними тричвертєвими колонами композитного ордера. Увінчує центральний ризаліт складної форми аттик із арковим віконним прорізом. Бічні осі чолового фасаду підкреслені ризалітами, фланкованими пілястрами. Між ризалітами на рівні другого і третього поверхів розташовані балкони із кованими ажурними решітками (останні збереглися лише на другому поверсі). Центральний вхід виконаний у вигляді рустованого порталу з арковим отвором, завершеним профільованим архівольтом.
Фасад рясно оздоблений ліпниною, причому жодна з декоративних деталей кожного з поверхів не повторюється на інших поверхах. Перший поверх декорований досить стримано, має прямокутні вікна, увінчані замковими каменями клинчастої форми. Центральний вхід фланкований рустованими напівколонами. Колони центрального аттика та пілястри бічних на рівні другого поверху декоровані картушами, на рівні третього — гірляндами. Вікна другого поверху прямокутні, з перемичками на металевих прогонах, прикрашені ліпними декоративними елементами двох видів. На третьому поверсі вікна, розташовані у пілястрах, — півциркульні, із ліпним орнаментом в антревольтах, увінчані лев'ячими маскаронами. Інші вікна третього поверху — прямокутні, прикрашені прямокутними сандриками, між вікнами — прямокутні вставки із ліпним рослинним орнаментом. Підвіконні фільонки вікон третього поверху прикрашені вставками з аналогічним ліпним орнаментом. Горизонтальні осі фасаду підкреслені міжповерховими гуртами, завершується фасад широким вінцевим карнизом із пояском дентикул і орнаментальними ліпними вставками. Мотив дентикул повторюється також у міжповерхових гуртах на дворовому фасаді.
Будинок має дві сходові клітки — центральну, тримаршову, із консольними гранітними сходами та майданчиками на металевих балках, освітлену ліхтарем, і чорну, що сполучає підвал і горище, — двомаршову, неосвітлену.

## Цікаві факти
Будинок оцифрували в 3D, де можна роздивитися деталі оздоблення та стан даху.

## Галерея

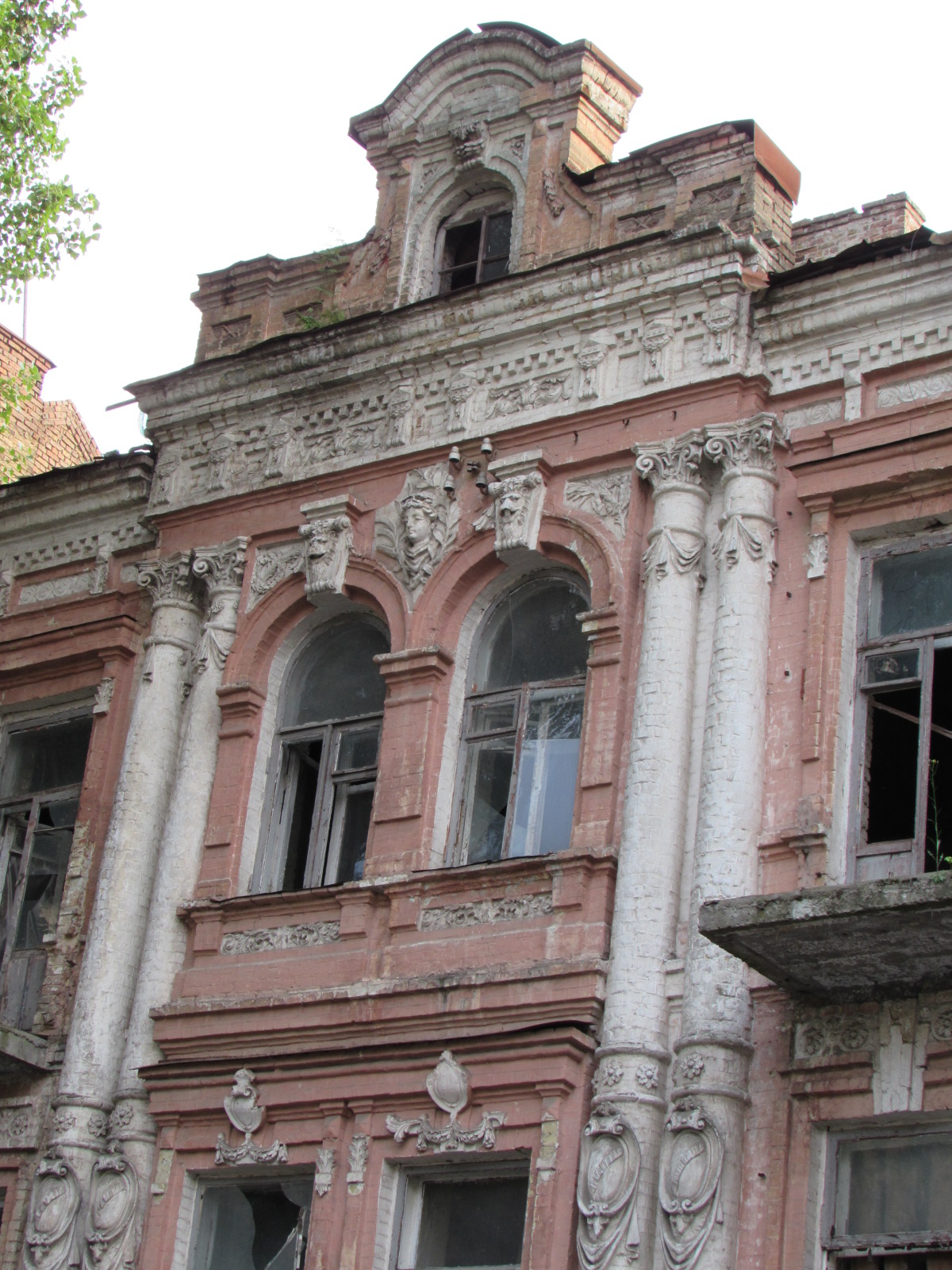
Будинок на вулиці Олександра Кониського, 19
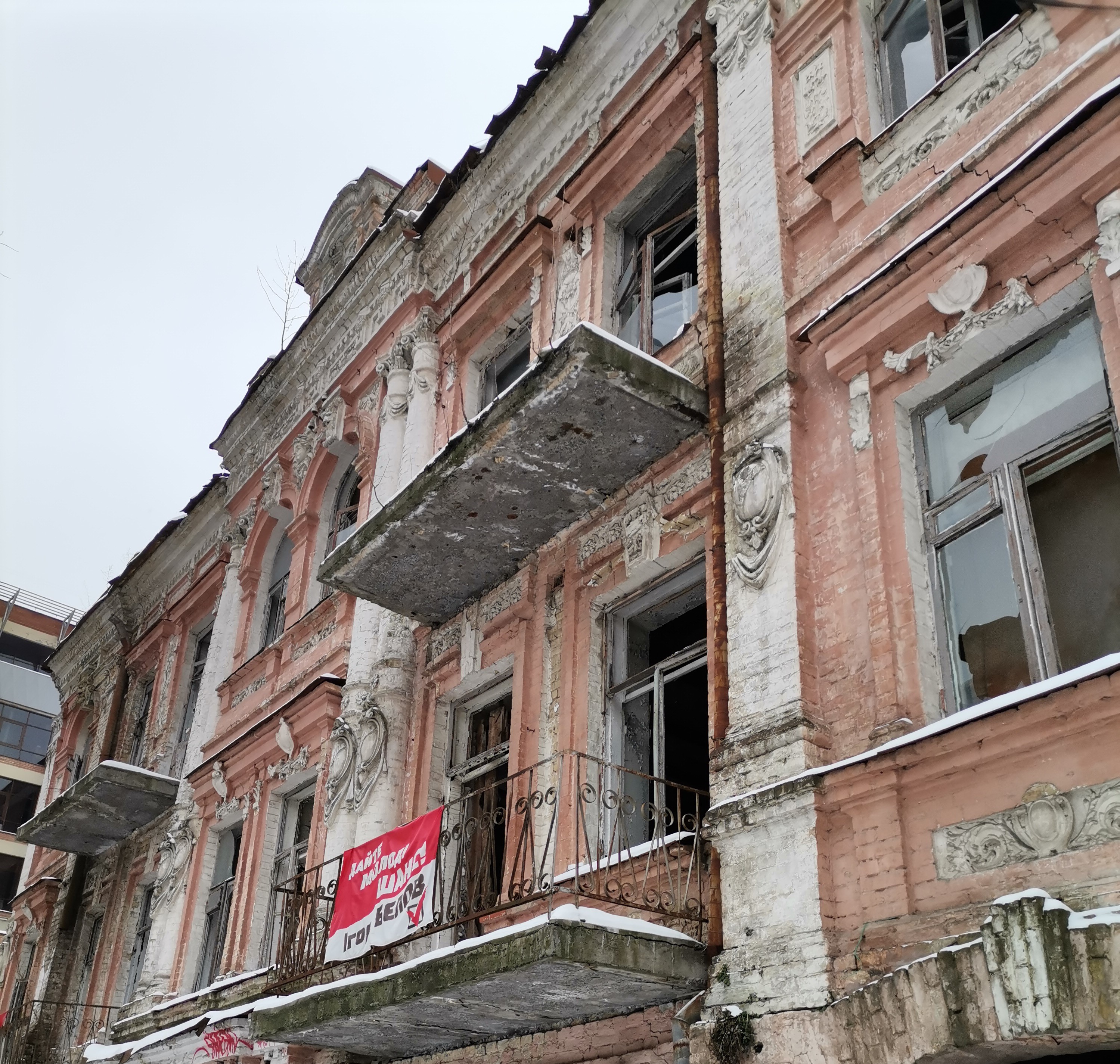
Будинок на вулиці Олександра Кониського, 19